# Омидзутори
Омидзутори (яп. お水取り, «Доставание воды») — японский буддийский фестиваль, который проходит в храме Нигацу-до, который является частью храма Тодай-дзи, расположенного в городе Нара. Фестиваль является заключительным обрядом в соблюдении двухнедельной церемонии Сюни-э.

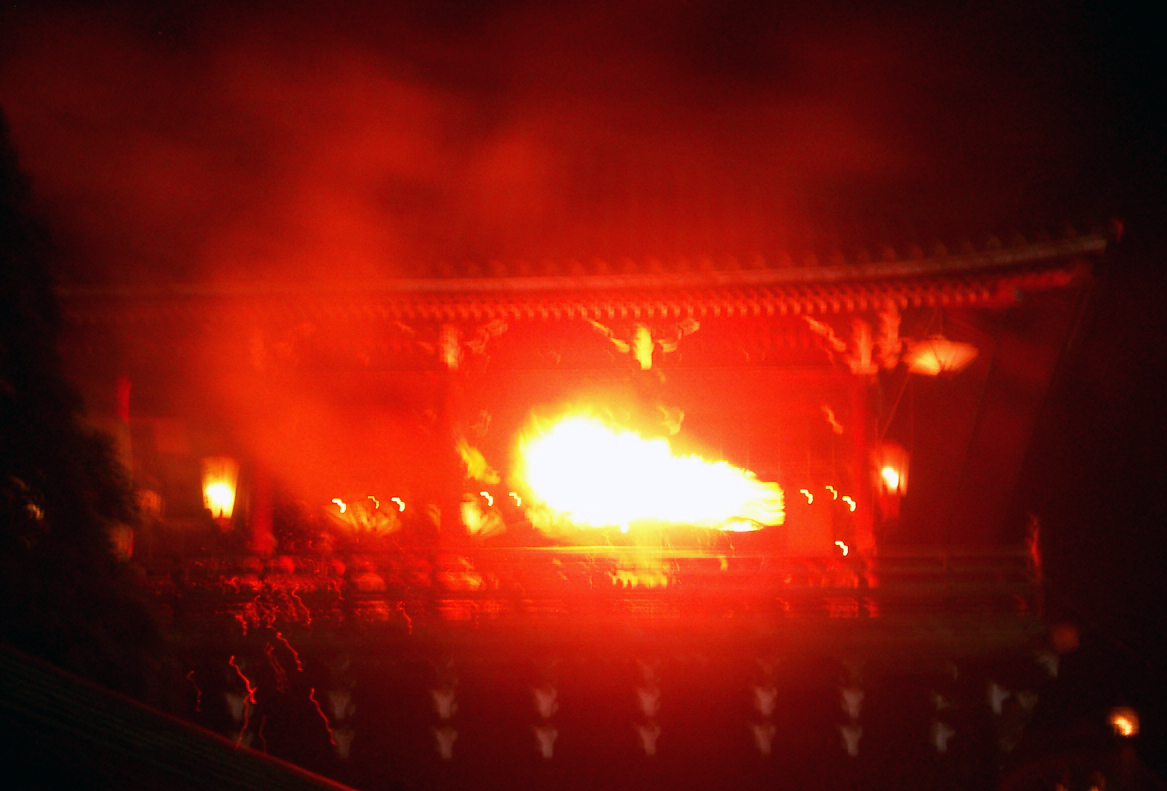
Монахи с факелами идут к колодцу

Обряд происходит в последнюю ночь, когда монахи с факелами идут к колодцу Вакаса, расположенным под строением Нигацу-до. Вода в этом колодце, по легенде, появляется только раз в году. Монахи черпают воду из колодца, и предлагают её сначала бодхисаттве Каннон (почитается в Японии как богиня милосердия), а затем предлагают собравшимся. Считается, что вода, будучи освящённой, лечит болезни. Вода разливается в два сосуда, один содержит воду предыдущего года, а другой — воду от всех предыдущих церемоний.
В 2010 году фестиваль будет проходить с 1 по 14 марта.